# César de la Hoz
César de la Hoz López (ur. 30 marca 1992 w Marina de Cudeyo) – hiszpański piłkarz występujący na pozycji pomocnika w Almeríi.